# ديفيد بيلامي
ديفيد بيلامي (بالإنجليزية: David Bellamy)‏ هو عالم نبات ومذيع وكاتب ومقدم تلفزيوني بريطاني، ولد في 18 يناير 1933 في لندن في المملكة المتحدة.

## وصلات خارجية
- ديفيد بيلامي على موقع IMDb (الإنجليزية)